# Route européenne 80
Pour les articles homonymes, voir E80 et Route 80.
La route européenne E80 (E80) est un axe qui relie Lisbonne (Portugal) à Gürbulak (en) (frontière Turquie - Iran), où elle se connecte avec la route asiatique AH1. Elle traverse ou passe à proximité des villes suivantes :
Salamanque, Burgos, Valladolid,Vitoria, Saint Sébastien (Espagne),
Bayonne / Anglet / Biarritz, Pau, Tarbes, Toulouse, Carcassonne, Narbonne, Béziers, Montpellier, Nîmes, Arles, Salon-de-Provence, Aix-en-Provence, Fréjus, Cannes / Antibes, Nice (France),
Gênes, La Spezia, Pise, Livourne, Grosseto, Rome, Pescara (Italie),
Dubrovnik (Croatie),
Podgorica (Monténégro),
Novi Pazar, Priština, Prokuplje, Niš, Pirot (Serbie, Kosovo),
Sofia (Bulgarie),
Edirne, Istanbul, Izmit (Turquie).

## Galerie d’images

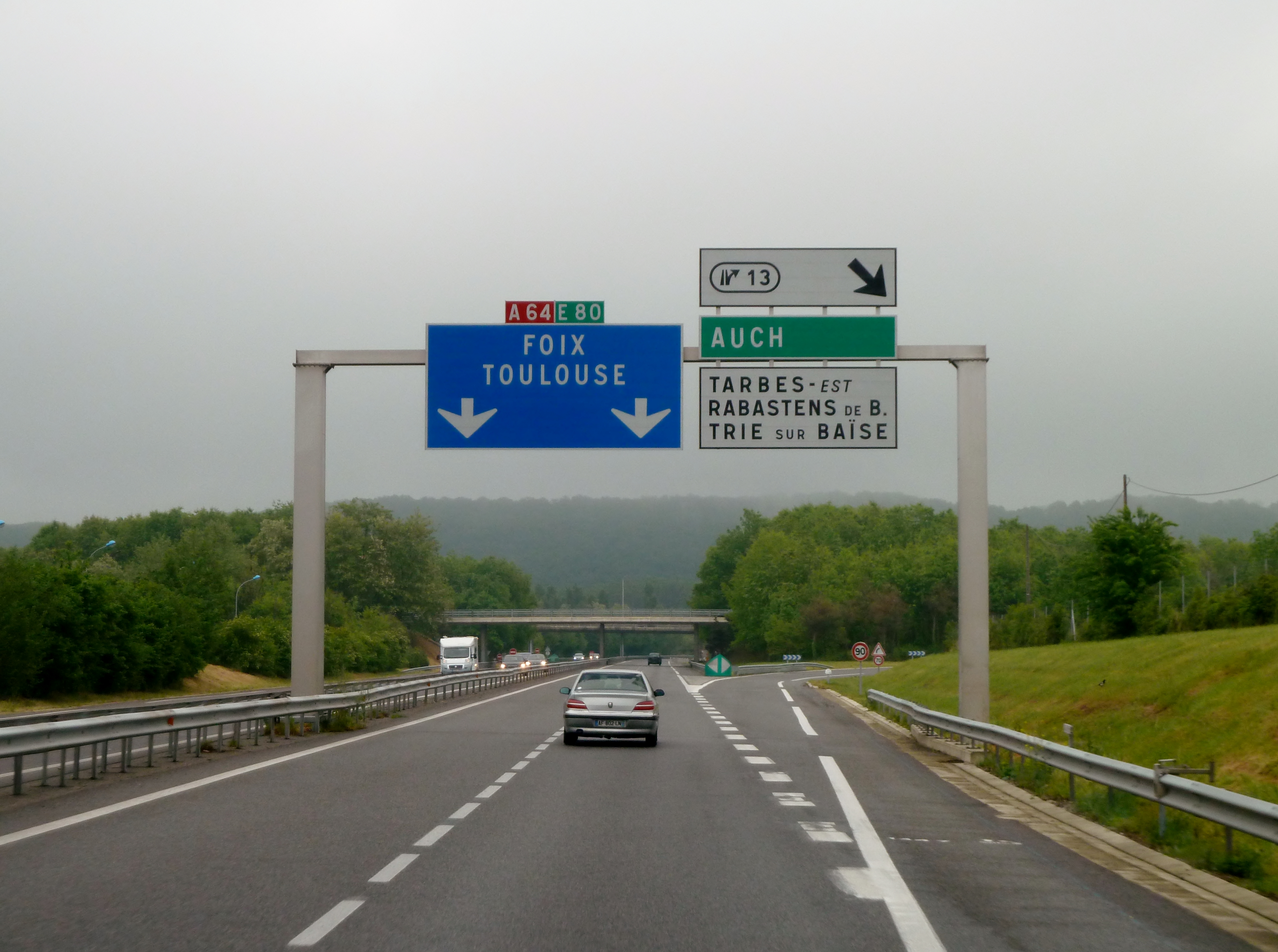
La E80 près de Tarbes en France.
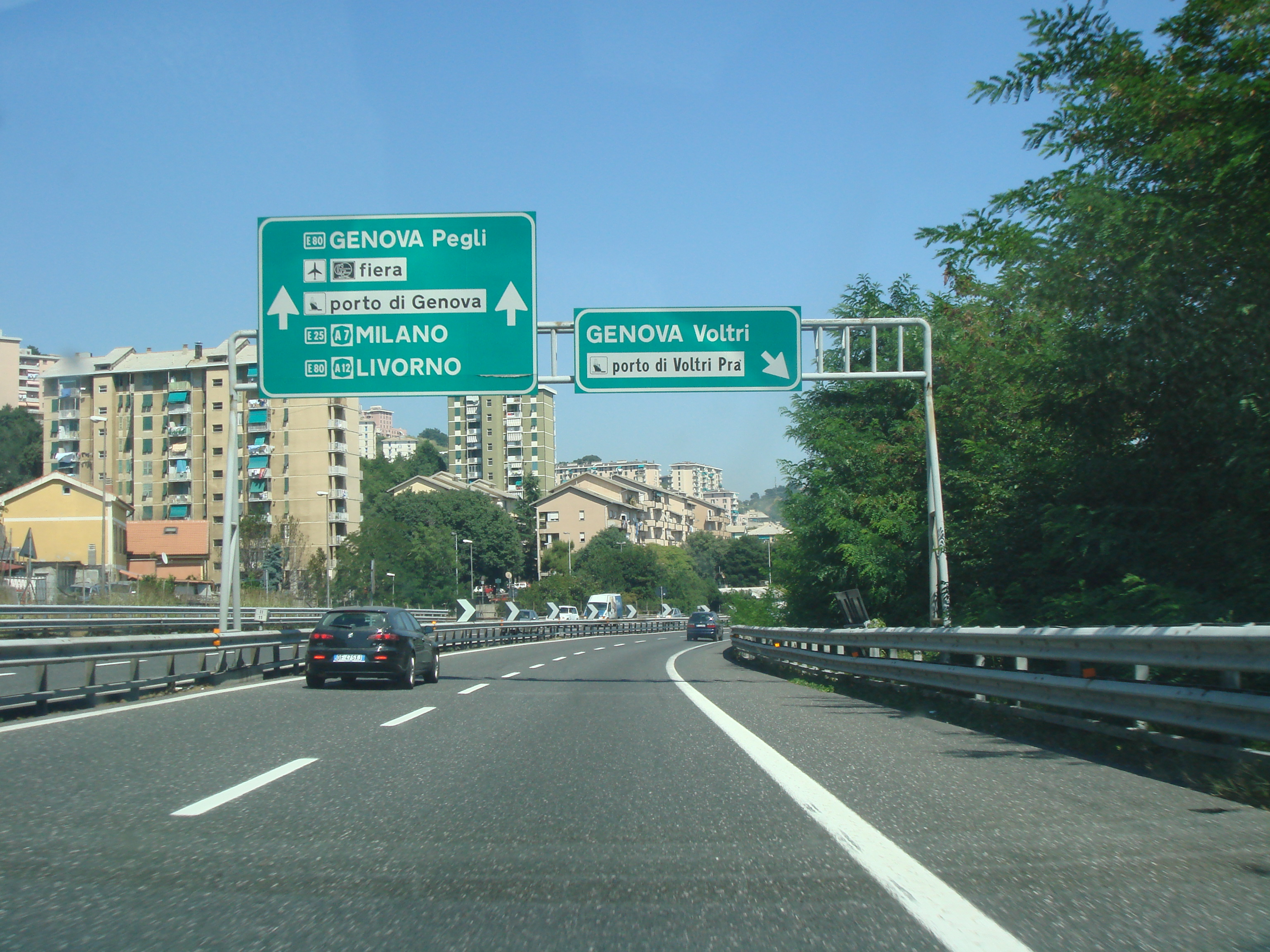
Autoroute E80 près de Gênes en Italie.
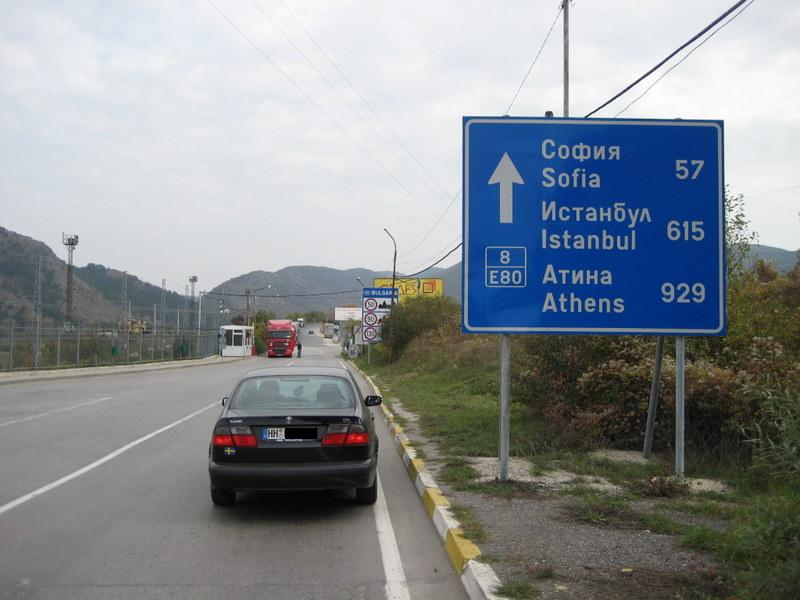
La E80 à l'entrée en Bulgarie (sens ouest-est).
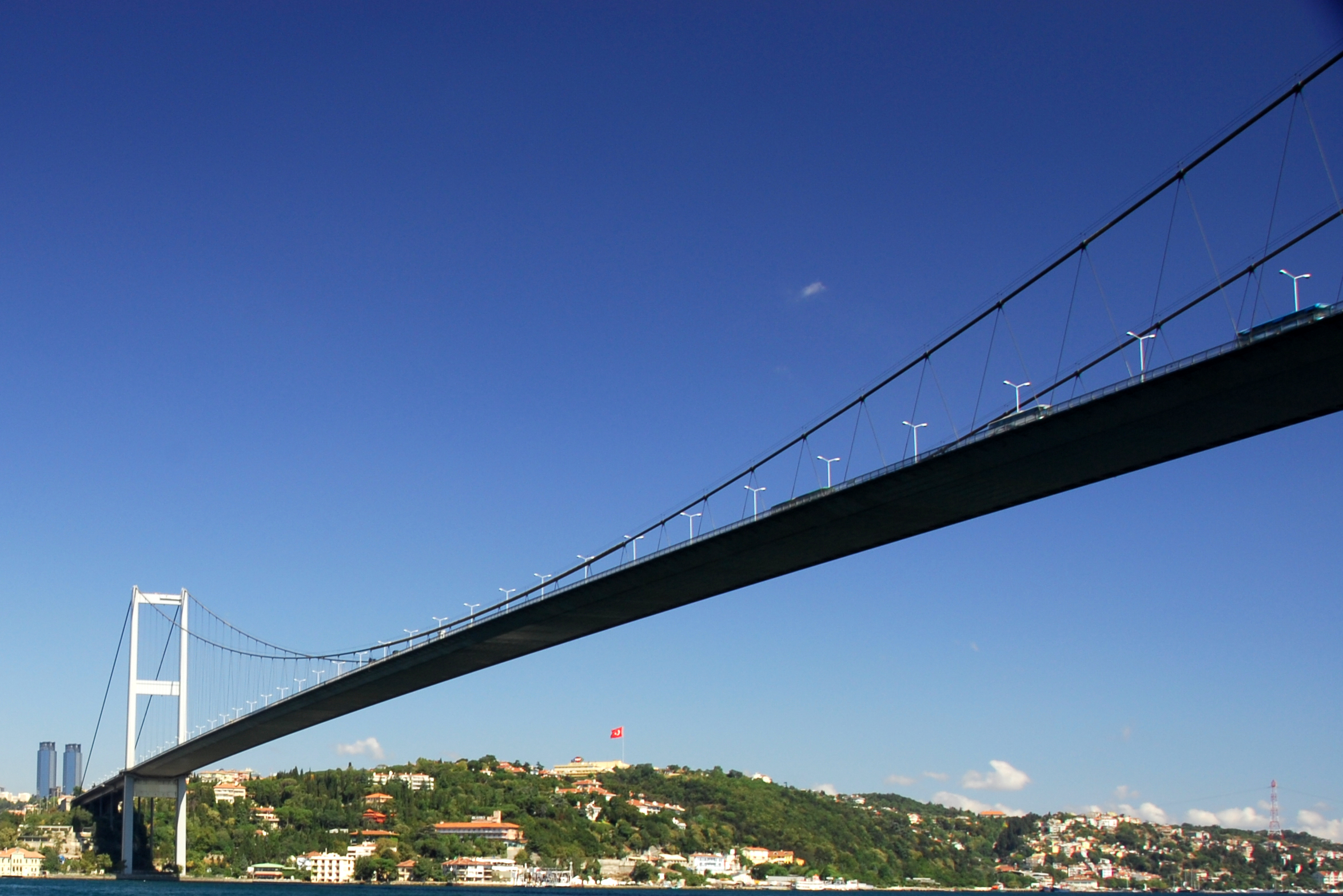
Le pont du Bosphore.
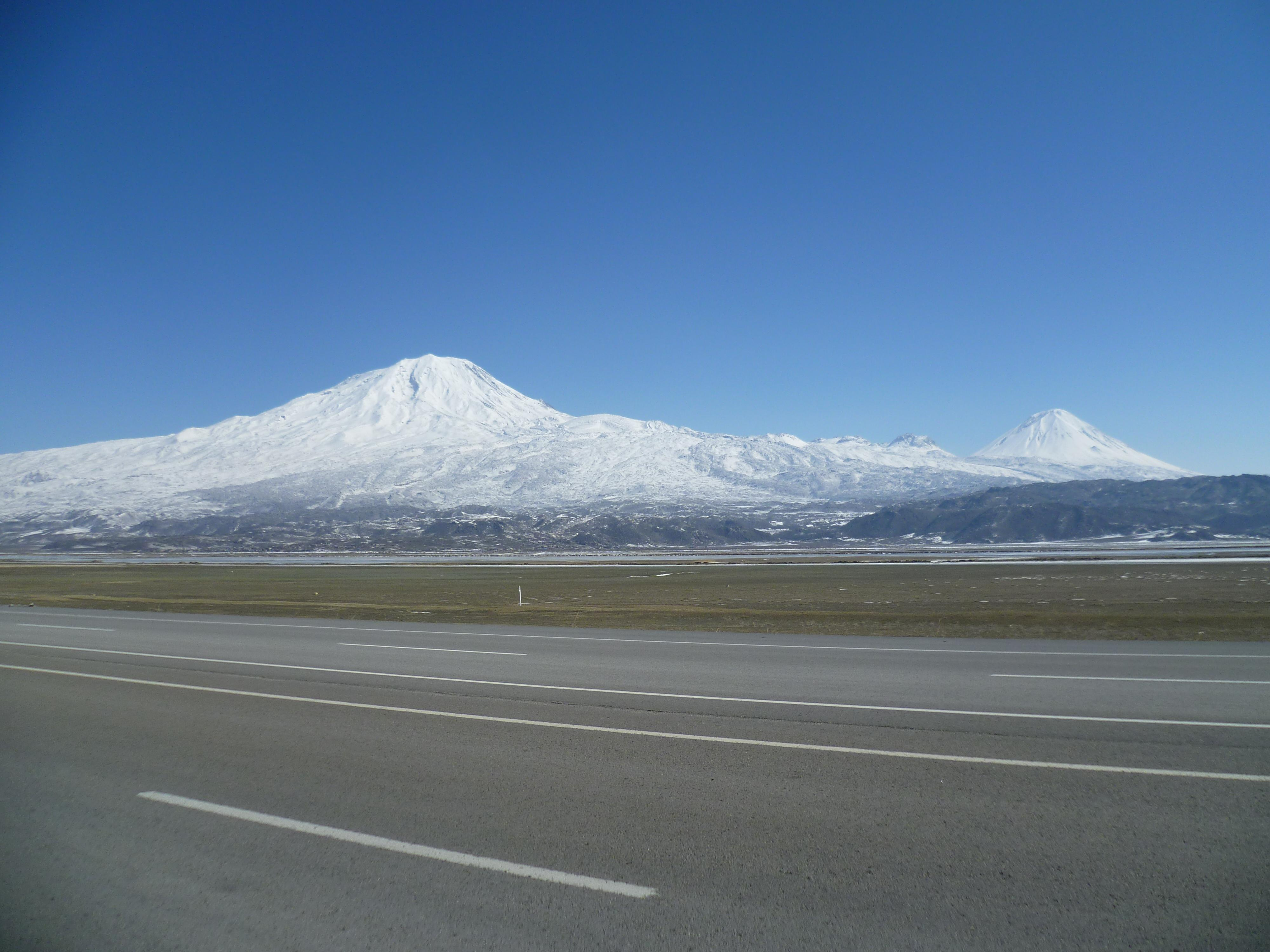
Le Mont Ararat depuis l'E80.

## Itinéraire

### Portugal: de Lisbonne à Vilar Formoso
La route européenné E80 commence à Lisbonne, là où débute aussi l'autoroute portugaise A1. Elle partage cette route avec la route européenne E01 jusqu'à Aveiro.
- 1 Échangeur A36 vers Oeiras et A12 vers Setúbal
- 1a Sacavém IC 2
- 2 Échangeur A9 vers Alverca, Cascais et Loures
- Péage de Alverca
- 2a Vila Franca de Xira-Sud
- 3 Vila Franca de Xira-Nord
- 3a Plataforma Logística Norte de Lisboa
- 4 Échangeur A10 vers Alenquer et l'Algarve
- Aire de service de Aveiras de Cima (pt) (dans les deux sens)
- 5 Aveiras de Cima (pt)
- 5a Cartaxo
- 6 Santarém
- 6a Échangeur A15 vers Rio Maior et Caldas da Rainha
- Aire de service de Santarém (dans les deux sens)
- 7 ÉchangeurA23 E 806 vers Castelo Branco et Guarda (A25)
- 8 Fátima, Ourém, Batalha
- Aire de service de Leiria (dans les deux sens)
- 9 Échangeur A8 vers Leiria et Marinha Grande
- 10 Échangeur A34 vers Pombal et Castelo Branco (via IC 8)
- Aire de service de Pombal (dans les deux sens)
- 10a Soure
- 11 Condeixa IC 2
- 12 Coimbra-Sud
- 13  Échangeur A14 vers Figueira da Foz, et  IP 3  E 801 vers Coimbra-Nord et Viseu (A24 A25)
- Aire de service de Mealhada (dans les deux sens)
- 14 Mealhada
- 15 Aveiro-Sud
- 16 Échangeur A25 vers Viseu et Guarda

Passage de l'A1 E 1 à l'A25
- 7 Échangeur A1 E 1 vers Lisboa et Porto
- Portique de Albergaria-a-Velha
- 8 Albergaria-a-Velha
- 9 Águeda
- Portique de Talhadas
- 10 Sever do Vouga
- 11 Reigoso
- Portique de Reigoso
- Aire de service de Vouzela (dans les deux sens)
- 12 Oliveira de Frades
- 13 Vouzela
- 14 Vouzela  IP 5  (demi-échangeur)
- Portique de Ventosa
- 15 Ventosa
- 16 Viseu-Nord  IP 5
- Portique de Boa Aldeia
- 17  Échangeur A24 vers Vila Real, et  IP 3  E 801 vers Coimbra
- Aire de service de Viseu (dans les deux sens)
- 18 Viseu-Sud
- Portique de Barbeita
- 19 Sátão  IP 5
- 20 Viseu-Est
- Portique de Fagilde
- Aire de service de Fagilde (dans les deux sens)
- 21 Fagilde (pt)
- 22 Mangualde
- Portique de Mangualde
- 23 Chãs de Tavares (pt)
- 24 Fornos de Algodres
- Portique de Celorico da Beira
- 25 Celorico da Beira-Ouest
- 26 Celorico da Beira-Sud, Gouveia
- Portique de Ratoeira
- Aire de service de Celorico da Beira (dans les deux sens)
- 27 Ratoeira (pt), Trancoso, Celorico da Beira -Est
- 28 Sobral da Serra (pt)
- 28a Échangeur  IP 2  E 802 vers Bragança et Trancoso
- Portique de Guarda
- 29 Guarda
- 30 Échangeur A23  IP 2  vers Castelo Branco
- Portique de Pínzio
- 31 Pínzio (pt)
- 32 Pinhel, Sabugal
- Aire de service de Leomil (dans les deux sens)
- Portique de Castelo Bom
- 33   IP 5  E 80  Vilar Formoso
- 34 Fuentes de Oñoro (Espagne)
  - Fin de la A25 à l'entrée de la ville de Vilar Formoso, frontalière à l'Espagne

### Espagne: de Fuentes de Oñoro à Irún

#### De Fuentes de Oñoro à Burgos
- - Passage de l'A25 à l'A-62

- 355 Aldea del Obispo
- 344 Espeja, Gallegos de Argañán
- 340 Carpio de Azaba
- 332 Ciudad Rodrigo-Ouest, Coria, Cáceres
- 327 Ciudad Rodrigo-Centre, Morasverdes, Béjar
- 325 Ciudad Rodrigo-Est,  Aire de service
- 316 Bocacara (es), Valdecarpinteros (es),  Aire de service
- 312 Sancti-Spíritus-Z.I.,  Aire de service
- 309 Sancti-Spíritus,  Aire de service
- 298 Martín de Yeltes
- 294 Boadilla (es),  Aire de service , Tamames, La Fuente de San Esteban
- 285  Aire de repos
- 282 San Muñoz
- 276 Aldehuela de la Bóveda,  Aire de service
- 269 Robliza de Cojos
- 258 Barbadillo, Calzada de Don Diego,  Aire de service
- 252 Galindo y Perahuy,  Aire de repos
- 244 Salamanca-Sud
- 244  Échangeur autoroutier entre A-62 et A-66  (de et vers Burgos) : Vitigudino ( CL-517 ) - Caceres (A-66) - Madrid, Avila (A-50)
- 243 Salamanca-Ouest
- 240 Villamayor, Ledesma, Salamanca-Nord
- 239  Échangeur autoroutier entre A-62 et A-66 : Salamanque-nord ( SA-11 ) - Zamora (A-66)
- 238 Zamora, Salamanca-Centre, Estadio Helmántico
- 234b Castellanos de Moriscos
- 234a Salamanca-Est, Salamanca-Z.I.
- 231 Castellanos de Moriscos
- 226 Pedrosillo el Ralo, Gomecello,  Aire de service
- 220 Pajares de la Laguna, La Orbada,  Aire de service
- 215 Aldeanueva de Figueroa,  Aire de service
- 211 Parada de Rubiales
- 207 Cañizal
- 204 Cañizal, Fuentesaúco,  Aire de service
- 196 Castrillo de la Guareña
- 185 Alaejos,  Aire de service
- 182 Alaejos, Medina del Campo, Toro,  Aire de service
- 178 Siete Iglesias de Trabancos,  Aire de service
- 170  Aire de service
- 164 Pollos
- 159 Nava del Rey
- 157  Zone Industrielle de La Vega - Tordesillas-Sud
- 156 Zamora A-11  - Tordesillas-Centre
- 155 Benavente et A Coruña A-6

Début du tronc commun avec l'A-6 à 2x4 voies
- 151 Medina del Campo-Madrid A-6 - Tordesillas-Centre

Fin du tronc commun avec l'A-6
- 148 Urbanización El Montico
- 145 San Miguel del Pino
- 143  Aire de service
- 142 Villamarciel (es), Velliza
- 139 Geria,  Aire de service
- 137 Urbanización Panorama
- 135 Geria, Archives générales de Simancas
- 134 Tudela de Duero, Puente Duero (es),  Aire de service
- 130 Valladolid sud, Arroyo de la Encomienda, Ciguñuela
- 129 VA-30 Valladolid, Soria, Segovia
- 128 Valladolid-Sud
- 127 Valladolid-Parquesol, Estadio José Zorrilla
- 126 Valladolid-Centre, Zaratán
- 121 Fuensaldaña, Mucientes
- 120 VA-20 Valladolid A-11 Soria
- 118 Valladolid nord
- 117 Cigales
- 114 VA-30 Valladolid A-601 Segovia
- 113  Aire de repos
- 112 Cigales
- 109 Cabezón de Pisuerga, Corcos del Valle
- 102 Valoria la Buena, Trigueros del Valle, Cubillas de Santa Marta,  Aire de service
- 99  Aire de service
- 96 Dueñas,  Aire de service
- 95 Dueñas
- 92 Dueñas gare
- 90 Venta de Baños
- 89  Aire de service
- 88 A-67 vers Palencia et Santander
- 86b Venta de Baños
- 86a A-67 vers Palencia et Santander
- 78a A-610 vers Palencia et Benavente
- 75 Magaz de Pisuerga, Aranda de Duero
- 72 Valdeolmillos, Villamediana
- 68 Torquemada
- 66 Torquemada, Hornillos de Cerrato
- 65  Aire de service
- 61  Aire de service
- 58 Herrera de Valdecañas
- 56 Quintana del Puente,  Aire de service
- 55 Astudillo, Lerma
- 53 Valbuena de Pisuerga
- 49 Palenzuela
- 45 Villodrigo, Revilla Vallejera,  Aire de service
- 40 Villaverde-Mogina, Los Balbases
- 35 Villazopeque
- 32 Villaquirán de los Infantes, Pampliega
- 30 Villaldemiro
- 24 Celada del Camino
- 21 Estépar
- 18 Cavia,  Aire de service
- 17  Aire de service
- 16 Frandovínez
- 14 Buniel, Villalbilla de Burgos, Burgos-Ouest

Au km 4, l'autoroute A-62  devient la voie rapide BU-30   (Rocade de Burgos) à son entrée à Burgos
- 2 Villagonzalo Pedernales
- 0 A-1  vers Madrid et Vitoria-Gasteiz

#### De Burgos à Irún
Fin de la BU-30. La  se fond dans laA-1 
- 238 Burgos-Centre

Au km 241, la A-1 devient une autoroute à péage. Sa dénomination devient ainsi AP-1  
- 1 Burgos-Ouest, Aeropuerto de Burgos, Santander
- Péage de Burgos-Castañares
- 2 Villafría, Rubena
- Aire de service de Quintanapalla (dans les deux sens)
- Aire de repos
- Aire de service de Briviesca (dans les deux sens)
- 3 Briviesca, Oña
- Aire de repos
- Aire de repos
- 4 Pancorbo, Santander
- Aire de service de Desfiladero (dans les deux sens)
- 4a Ameyugo (demi-échangeur)
- 5 Miranda de Ebro, Puentelarrá
- Aire de repos
- 6 : Échangeur AP-68  vers Bilbao et Logroño
- Péage de Armiñón

Après le péage de Armiñón, l'autoroute AP-1 devient gratuite dans la banlieue de Vitoria-Gasteiz. Sa dénomination devient temporairement l'A-1  
- 328 Armiñón, Miranda de Ebro
- 334 La Puebla de Arganzón, Treviño
- 340 Nanclares de la Oca
- 341 Subijana de Álava, Mendoza,  Aire de service  Ruta Europea
- 342 Vitoria-Gasteiz centre
- 343 Nanclares de la Oca, Mendoza
- 345 Z.I. de Vitoria-Júndiz
- 347 Vitoria-Gasteiz, Mendoza
- Aire de service de Lopidana (dans les deux sens)
- 352 :
  -  Échangeur A-1 vers Donostia-San Sebastián par le trajet de l'ancienne N-I
  -  Échangeur – villes desservies : AP-68  (via N-622 Autovía Vitoria-Altube) vers Bilbao et Logroño

L'autoroute redevient à péage après l'échangeur, et reprend son nom de AP-1  
- 101 Aeropuerto de Vitoria/Gasteiz
- 102 Echávarri
- Péage de Echávarri
- 107 Legutio, Vitoria, Bilbao
- Aire de service de Eskoriatza (sens Irún - Vitoria-Gasteiz)
- 123 Eskoriatza, Aretxabaleta, Leintz-Gatzaga
- Aire de service de Arrasate-Mondragón (sens Vitoria-Gasteiz - Irún)
- 130 Arrasate/Mondragón, Oñate, Durango
- 133 Bergara, Zumarraga, Beasain
- 138 Bergara, Elgeta

Au km 145, la AP-1  se fond dans la AP-8 . La E80 devient donc à ce moment-là AP-1 AP-8   
- AP-1 AP-8 vers Bilbao, Irún et Bergara
  -  145 AP-1 : Échangeur AP-8  vers Bilbao
  -  69 AP-8 : Échangeur AP-1  vers Bergara, Arrasate/Mondragón, Vitoria/Gasteiz, Burgos
- 64 Elgoibar, Mendaro, Azkoitia
- 54 Deba
- 48 Zestoa, Zumaia, Azpeitia
- Péage de Zarautz
- 38 Zarautz, Getaria
- 33 Orio, Aia
- 27 : Échangeur  A-15 N-I vers Donostia/San Sebastián, Lasarte-Oria et Iruña/Pamplona
- 24 : Échangeur  A-15 N-I vers Donostia/San Sebastián, Tolosa et Iruña/Pamplona
- Aire de service de Hernani (dans les deux sens)
- 19 Hernani, Donostia/San Sebastián, Astigarraga
- 12 Errenteria, Oiartzun, Pasaia
- 11 Errenteria-Est
- Aire de service de Oiartzun (dans les deux sens)
- Péage de Irún
- 7 Irún, Hondarribia
- 4 Irún
- 0/1 Irún, Béhobie (F), Iruña/Pamplona, Donostia/San Sebastián

Frontière avec la France à Irún

### France: de Biriatou à Menton

#### De Biriatou à Toulouse
Passage de la AP-8 E 5 E 70 à la A63 E 5 E 70
- 1 Biriatou : Biriatou, Hendaye
- Péage de Biriatou
- Aire de repos d’Urrugne (sens  Espagne-Bordeaux)
- 2 Saint-Jean-de-Luz-Sud : Urrugne, Ciboure
- 3 Saint-Jean-de-Luz-Nord : Saint-Jean-de-Luz, Ascain, Guéthary, Bidart, Saint-Pée-sur-Nivelle
- Aire de service de Bidart (dans les deux sens)
- Péage de Biarritz-la Négresse
- 4 Biarritz : Biarritz, Bidart, Saint-Pée-sur-Nivelle
- 5 Bayonne-Sud : Bayonne, Anglet, Cambo-les-Bains, Saint-Jean-Pied-de-Port
- 5.1 Bayonne-Mousserolles

 Échangeur de Mousserolles  Échangeur entre A63 et A64
Passage de la A63 E 5 E 70 à la A64
- 1 Bayonne-Mousserolles : Bayonne, Saint-Pierre-d'Irube
- 1.1 Mouguerre-Bourg : Villefranque, Mouguerre
- 2 Mouguerre-Elizabery : Briscous, Mouguerre
- 3 Briscous : Briscous, Cambo-les-Bains, Hasparren
- 4 Urt : Urt, Saint-Palais, Bidache
- 5 Guiche (demi-échangeur depuis Bayonne) : Guiche
- Péage de Sames
- Aire de service de Hastingues (dans les deux sens)
- 6 :  Échangeur entre A64 et A641 : Capbreton, Saint-Vincent-de-Tyrosse, Peyrehorade
- 7 Salies-de-Béarn : Pampelune, Saint-Jean-Pied-de-Port, Oloron-Sainte-Marie, Salies-de-Béarn
- Aires de repos de Haut-de-Départ (sens  Bayonne-Toulouse),  de Magret (sens Toulouse-Bayonne)
- 8 Orthez : Dax, Mont-de-Marsan, Lacq, Orthez
- Aire de service de Lacq-Audéjos (dans les deux sens)
- 9 Artix : Mourenx, Lacq, Artix
- Échangeur entre A64 et A65 : Mont-de-Marsan, Bordeaux, Agen
- 9.1 Lescar : Lescar, Pau
- 10 Pau : Saragosse, Pau, Aire-sur-l'Adour, Aéroport Pau-Pyrénées
- Aire de repos de Serres-Morlaàs (dans les deux sens)
- 11 Soumoulou : Lourdes, Pau, Pontacq, Soumoulou
- Aire de service des Pyrénées (dans les deux sens)
- 12 Tarbes-Ouest : Lourdes, Tarbes, Bagnères-de-Bigorre, Vic-en-Bigorre, Aéroport Tarbes-Lourdes-Pyrénées
- 13 Tarbes-Est : Pau, Lourdes, Auch, Tarbes, Trie-sur-Baïse, Rabastens-de-Bigorre
- Aire de repos de Bordes (dans les deux sens)
- 14 Tournay : Bagnères-de-Bigorre, Tournay
- 15 Capvern : Capvern
- Aires de repos des Bandouliers (sens  Bayonne-Toulouse),  du Lac Saint-Martin (sens Toulouse-Bayonne)
- 16 Lannemezan : Auch, Arreau, Lannemezan
- Aire de repos du Pic-du-Midi (dans les deux sens)
- 17 :  Échangeur entre A64 et A645 : Luchon, Montréjeau
- Aire de service du Comminges (dans les deux sens)
- 18 Saint-Gaudens : Boulogne-sur-Gesse, Aspet, Saint-Gaudens
- Péage de Lestelle
- 19 Lestelle (demi-échangeur depuis Toulouse) : Saint-Gaudens, Lestelle-de-Saint-Martory
- 20 Saint-Martory : Foix, Saint-Girons, Salies-du-Salat, Saint-Martory
- 21 Boussens : Tarbes, Lourdes, Saint-Gaudens, Aurignac, Boussens
- 22 Martres-Tolosane : Martres-Tolosane
- 23 Cazères : Mondavezan, Le Fousseret, Cazères
- 24 Lavelanet-de-Comminges : Lavelanet-de-Comminges
- 25 Saint-Élix-le-Château : Montesquieu-Volvestre, Rieux, Saint-Julien-sur-Garonne, Saint-Élix-le-Château
- 26 Lafitte-Vigordane : L'Isle-en-Dodon, Peyssies, Salles-sur-Garonne, Lafitte-Vigordane
- 27 Carbonne : Montesquieu-Volvestre, Rieux, Bérat, Carbonne, Marquefave
- Aires de service de la Garonne (sens Bayonne-Toulouse),  du Volvestre (sens Toulouse-Bayonne)
- 28 Capens : Saint-Sulpice-sur-Lèze, Longages, Marquefave, Noé, Capens
- 29 Noé (demi-échangeur depuis Toulouse) : Noé
- 30 Longages (demi-échangeur depuis Toulouse) : Bérat, Longages
- 31 Mauzac : Saint-Hilaire, Lavernose-Lacasse, Le Fauga, Mauzac
- 32 Le Fauga (demi-échangeur depuis Toulouse : Saint-Hilaire, Lavernose-Lacasse, Le Fauga
- 33 Muret-Z.I. Sud : Labarthe-sur-Lèze, Muret
- 34 Muret : Saint-Clar-de-Rivière, Lamasquère, Labastidette, Lherm, Rieumes
- 35 Muret-Nord : Toulouse, Saint-Lys, Villeneuve-Tolosane, Roques, Seysses, Muret
- Péage de Muret
- 36 Roques (demi-échangeur depuis Toulouse) : Foix, Muret, Roques, Auterive, Labarthe-sur-Lèze
- 37 Portet-sur-Garonne : Portet-sur-Garonne, Cugnaux, Villeneuve-Tolosane, Saint-Simon
- 38 Saint-Simon : Tournefeuille, Oncopôle de Toulouse, Le Mirail, Croix de Pierre, Saint-Simon

 Échangeur entre A64 et A620

#### De Toulouse à Nîmes
Passage de la A64 à la A620 (Périphérique de Toulouse)
- 25 Langlade (périphérique intérieur) : Langlade, La Croix de Pierre
- 24 Empalot : Empalot, Lacroix-Falgarde
- 23b Rangueil : Rangueil, Hôpital de Rangueil, Pech-David, Université Paul-Sabatier
- 23a Le Busca : Le Busca, le Stadium
- 21 Pont des Demoiselles : Pont des Demoiselles
- 20 Complexe Scientifique de Rangueil : Lespinet
- 19 le Palays : Ramonville-Saint-Agne, Labège, Castelnaudary via la N 113

 Échangeur entre A620, A623 et A61 E 9 E 72
Passage de la A620 à la A61 E 9
- Péage de Toulouse-Sud
- Aire de service de Toulouse-Sud (dans les deux sens)
- 19.1 Montgiscard : Montgiscard, Baziège
- Aires de repos d’Ayguesvives (sens  Toulouse-Narbonne),  de Baziège (sens Narbonne-Toulouse)
- Échangeur entre A61 et A66 E 9 : Andorre, Foix, Pamiers
- 20 Villefranche-de-Lauragais : Auterive, Caraman, Lavaur, Revel, Villefranche de Lauragais
- Aires de repos de Renneville (sens  Toulouse-Narbonne),  de Villefranche-de-Lauragais (sens Narbonne-Toulouse)
- Aire de service de Port-Lauragais (dans les deux sens)
- 21 Castelnaudary : Castres, Mazères, Revel, Castelnaudary
- Aires de repos de Mireval (sens  Toulouse-Narbonne),  de Castelnaudary (sens Narbonne-Toulouse)
- 22 Bram : Foix, Limoux, Mirepoix, Bram
- Aires de repos de Montréal (sens  Toulouse-Narbonne),  de Bram (sens Narbonne-Toulouse)
- Aire de service de Carcassonne-Arzens (dans les deux sens)
- 23 Carcassonne-Z.I : Mazamet, Carcassonne, Limoux
- Aires de repos du Belvédère de la Cité (sens  Narbonne-Toulouse),  du Belvédère d'Auriac (sens Toulouse-Narbonne)
- 24 Carcassonne-La Cité : Carcassonne, Trèbes
- Aire de service des Corbières (dans les deux sens)
- Aires de repos de Fontcouverte (sens  Toulouse-Narbonne),  de La Peyrière (sens Narbonne-Toulouse)
- 25 Lézignan-Corbières : Lézignan-Corbières
- Aire de repos de Bizanet (dans les deux sens)
- Aires de repos de Narbonne-Jonquières (sens  Toulouse-Narbonne),  de Pech Loubat (sens Narbonne-Toulouse)

 Échangeur entre A61 et A9
Passage de la A61 à la A9 E 15
- 38 Narbonne Sud : Narbonne, Bordeaux, Toulouse, Carcassonne par N 113
- 37 Narbonne Est : Narbonne
- Aire de service de Narbonne-Vinassan (dans les deux sens)
- Aire de repos de Lespignan (dans les deux sens)
- 36 Béziers Ouest : Béziers
- Échangeur entre A75 E 11 et A9 : Clermont-Ferrand, Millau, Béziers, Valras-Plage
- Aire de service de Béziers-Montblanc (dans les deux sens)
- 34 Bessan Agde Saint-Thibéry : Clermont-Ferrand, Millau, Agde, Pézenas
- Aire de repos de Florensac (dans les deux sens)
- Aires de repos de Mèze (sens  Orange-Espagne),  de Loupian-Georges Brassens (sens Espagne-Orange)
- 33 Sète : Sète, Mèze, Balaruc-le-Vieux, Frontignan
- Aire de repos de Gigean (dans les deux sens)
- Aire de service de Montpellier-Fabrègues (dans les deux sens)
- Échangeur entre A9 et A709 (échangeur Ouest)
- Échangeur entre A9 et A709 (échangeur Est)
- Aire de repos de Nabrigas (sens  Orange → Espagne)
- 27 Lunel : La Grande-Motte, Lunel, Sommières
- Aire de service d’Ambrussum (dans les deux sens)
- 26 Gallargues : Aimargues, Aigues-Mortes par N 313
- Aire de repos de Vergèze (dans les deux sens)
- Aire de repos de Milhaud (dans les deux sens)
- 25 Nîmes Ouest : Échangeur avec la A54

 Échangeur entre A9 E 15 et A54
Passage de la A9 E 15 à la A54

#### De Nîmes à Lançon-Provence
Passage de la A9 E 15 à la A54
- 1 Nîmes-Centre : Nîmes, Saint-Gilles
- Aires de repos Caissargues (sens  Nîmes – Salon),  Nîmes-Costières (sens Salon – Nîmes)
- 2 Nîmes-Garons : Aéroport de Nîmes-Garons
- Péage d'Arles
- 3 Saint-Gilles : Vauvert, Saint-Gilles (demi-échangeur)

Passage de la A54 à la N 572
- 4 : Nîmes, Bellegarde, Arles-Trinquetailles, Salin-de-Giraud, Saintes-Maries-de-la-Mer

Passage de la N 572 à la N 113
- 5 : Port-Saint-Louis-du-Rhône, Arles-centre, Arles-Barriol
- 6 : Arles-Fourchon, Arles-Alyscamps, Centre hospitalier J. Imbert, Pont-de-Crau
- 7 : Avignon, Tarascon, Beaucaire, Pont-de-Crau, Z.I Port
- Aire de service des Cantarelles (sens Nîmes – Salon)
- 8 : Moules, Raphèle-lès-Arles (demi-échangeur)
- 9 : Marseille par la N 568 et la A55, Fos-sur-Mer (demi-échangeur)
- 10 : Saint-Martin-de-Crau (demi-échangeur)
- 11 : Z.I Saint-Martin-de-Crau
- 12 : Salon-de-Provence, Istres, Miramas, Saint-Martin-de-Crau

Passage de la N 113 à la A54
- Péage de Saint-Martin-de-Crau
  -  Aire de repos du Merle (dans les deux sens)
- 13 Salon ouest : Fos-sur-Mer, Martigues, Istres, Les Baux-de-Provence, Eyguières, Miramas, Grans
- 14 Grans : Salon-de-Provence, Grans, La Fare-les-Oliviers, Lançon-Provence
- 15 Salon-centre : Salon-de-Provence, Pélissanne (demi-échangeur)

 Échangeur entre A54 et A7 : Passage de la A54 à la A7
- Péage de Lançon de Provence
- Aire de service de Lançon-Provence (dans les deux sens)

 Échangeur entre A7 et A8

#### de Lançon-Provence à Menton
Passage de la A7 à la A8
- 28 Coudoux : Coudoux, La Fare-les-Oliviers
- Aire de repos de Ventabren (dans les deux sens)
- 29 Aix-Ouest : Aix-en-Provence-Ouest, Aix-en-Provence-Jas-de-Bouffan, Aix-en-Provence-Encagnane, Les Milles
- Échangeur entre A8 et A51 : Gap ; Avignon
- 30/30a/30b : Aix-en-Provence (pont de l'Arc), Les Milles, Luynes
- 31 : Aix-en-Provence-Val-Saint-André
- 32 : Fuveau, Trets, Rousset, Meyreuil, Gardanne
- Péage de la Barque
- Échangeur entre A8 et A52 : Aubagne, Marseille-Est, Toulon par la A50
- Aires de service de Rousset (sens Menton-Marseille),  de l'Arc (sens Marseille-Menton)
- 33 : Rousset, Pourrières, Trets
- Aires de repos de Saint-Hilaire (sens  Menton-Marseille),  de Barcelone (sens Marseille-Menton)
- 34 : Barjols, Tourves, Saint-Maximin-la-Sainte-Baume
- Aire de service des Terrasses de Provence (dans les deux sens)
- 35 : Brignoles
- Aires de repos de Roudaï (sens  Marseille-Menton),  de Candumy (sens Menton-Marseille)
- Échangeur entre A8 et A57 : Toulon, Le Muy, Hyères par A570
- Aires de service de Vidauban sud (sens Marseille-Menton),  de Vidauban nord (sens Menton-Marseille)
- 36 : Golfe de Saint-Tropez, Draguignan, Sainte-Maxime, Vidauban, Les Arcs, Le Muy
- Aires de repos de Jas Pellicot (sens  Marseille-Menton),  du Canaver (sens Menton-Marseille)
- 37 : Fréjus-Quartiers ouest, Puget-sur-Argens
- Péage du Capitou
- 38 : Fréjus, Saint-Raphaël
- Aire de service de l'Estérel (sens Aix-en Provence vers Menton)
- 39 : Fayence, Les Adrets-de-l'Estérel
- 40 Mandelieu : Théoule-sur-Mer, Mandelieu-la-Napoule, La Napoule
- 41 La Bocca : Mandelieu-Est, Cannes-Ouest, Cannes-La Bocca
- 42 Mougins : Grasse, Le Cannet, Cannes, Mougins
- Aire de repos du Piccolaret (sens  Marseille-Menton)
- Aires de service des Bréguières sud (sens Marseille-Menton),  des Bréguières nord (sens Menton-Marseille)
- Péage d'Antibes
- 44 Péage d'Antibes : Antibes, Sophia Antipolis, Vallauris, Golfe Juan
- 46 Bouches du Loup : Bouches du Loup, Villeneuve-Loubet-Plage
- 47 Villeneuve-Loubet : Villeneuve-Loubet-Centre, Vence, Cagnes-sur-Mer
- 48 Cagnes : Vence, Cagnes-sur-Mer
- 49 : Saint-Laurent-du-Var
- 50 Nice – Promenade des Anglais : Nice-Centre
- 51 Nice – Saint-Augustin : M.I.N., Centre Administratif, Nice-Saint-Augustin
- 51.1 Carros : Carros, Digne, Grenoble
- 52 : Carros, Nice-Saint-Isidore, Grenoble, Digne-les-Bains
- Péage de Nice-Saint-Isidore
- 54 Nice-nord : Nice-Quartiers Nord
- 55 Nice-Est : Nice-l'Ariane, Port, La Trinité
- 56 Monaco : Monaco via la A500, Beausoleil, Cap d'Ail
- Péage de la Turbie
- 57 Péage de la Turbie : La Turbie, Roquebrune-Cap-Martin
- Aires de service de La Scoperta (sens Menton-Marseille),  de Beausoleil (sens Marseille-Menton)
- 58 Roquebrune : Roquebrune-Cap-Martin, Èze, La Turbie (demi-échangeur)
- 59 Menton : Menton, Sospel

Frontière avec l'Italie à Menton
Passage de la A8 à la 

### Italie: de Vintimille au port de Pescara

#### de Vintimille à Gênes
Passage de la A8 à la 
Frontière avec la France à Vintimille
- Péage de Ventimiglia-Confine di Stato
- Ventimiglia
- Bordighera
- Aire de service Bordighera (dans les deux sens)
- Sanremo
- Arma di Taggia
- Aire de service Castellaro (dans les deux sens)
- Aire de service Conioli (dans les deux sens)
- Imperia-Ouest
- Imperia-Est
- Aire de repos Gorleri Est (dans les deux sens)
- San Bartolomeo al Mare
- Aire de service Valle Chiappa (dans les deux sens)
- Aire de repos Valle Chiappa (dans les deux sens)
- Aire de service Rinovo (dans les deux sens)
- Andora
- Albenga
- Aire de service Ceriale (dans les deux sens)
- Aire de repos Piccaro Nord (dans les deux sens)
- Borghetto Santo Spirito
- Pietra Ligure
- Finale Ligure
- Aire de repos Aquila Sud (dans les deux sens)
- Orco Feglino
- Aire de repos Feligno Sud (dans les deux sens)
- Aire de repos Borsana Nord (dans les deux sens)
- Aire de service Borsana Sud (dans les deux sens)
- Spotorno
- Aire de service Valleggia Nord (dans les deux sens)
- Aire de service Aurelia Sud (dans les deux sens)
- Savona Échangeur E 717 vers Torino
- Aire de service San Cristoforo (dans les deux sens)
- Albissola Marina
- Celle Ligure
- Varazze
- Aire de service Piani d'Invrea (dans les deux sens)
- Arenzano
- Aire de repos Terrarossa Sud (dans les deux sens)
- Échangeur E 25 vers Alessandria
- Genova-Pra'
- Genova-Pegli
- Genova-Sestri Ponente
- Échangeur E 25 vers Milano et  vers Livorno

Passage de la  à la 

#### de Gênes à Rome
Passage de la  à la 
- Genova-Est
- Aire de repos Piaruggia Nord (dans les deux sens)
- Genova-Nervi
- Aire de service Sant'Ilario (dans les deux sens)
- Aire de repos Rupanego Nord (dans les deux sens)
- Recco
- Aire de repos Poggio Sud (dans les deux sens)
- Aire de repos Caravaggio Sud (dans les deux sens)
- Rapallo
- Aire de repos Campodonico Nord (dans les deux sens)
- Chiavari
- Lavagna
- Sestri Levante
- Aire de service Riviera (dans les deux sens)
- Deiva Marina
- Carrodano, Levanto
- Brugnato, Borghetto di Vara
- Aire de service Brugnato (dans les deux sens)
- Échangeur  E 33 vers La Spezia et Parma
- Aire de service Magra (dans les deux sens)
- Sarzana
- Carrara
- Massa
- Versilia
- Aire de service Versilia (dans les deux sens)
- Échangeur  vers Lucca et Firenze
- Viareggio
- Échangeur  vers Firenze
- Pisa-Nord
- Pisa-Centre
- Aire de service Castagnolo (dans les deux sens)
- Livorno
- Collesalvetti
- Aire de service Savalano (dans les deux sens)
- Aire de service Fine (dans les deux sens)
- Rosignano Marittimo
- Péage de Rosignano Marittimo
- Cecina
- Castagneto Carducci
- San Vincenzo
- Aire de service Venturina (dans les deux sens)
- Campiglia Marittima
- Aire de service Campiglia (dans les deux sens)
- Piombino-Vignale Riotorto
- Follonica
- Scarlino
- Gavorrano
- Gavorrano Scalo
- Giuncarico
- Braccagni
- Aire de service Braccagni (dans les deux sens)
- Aire de service Grosseto (dans les deux sens)
- Grosseto
- Échangeur E 45 vers Milano et Napoli
- Grosseto-Sud
- Aire de service Rispescia (dans les deux sens)
- Péage de Fonteblanda
- Fonteblanda
- Albinia-Giannella
- Orbetello
- Ansedonia
- Capalbio
- Aire de service Capalbio (dans les deux sens)
- Péage de Capalbio
- Chiarone-Pescia Fiorentina
- Pescia Romana
- Montalto di Castro
- Tarquinia
- Échangeur E 45 vers Milano et Napoli
- Aire de service Corneto Ouest (dans les deux sens)
- Civitavecchia
- Santa Marinella
- Aire de service Tirreno (dans les deux sens)
- Cerveteri
- Torrimpietra Échangeur
- Péage de Rome-Ouest
- Fregene
- Aire de service Arrone (dans les deux sens)
- Échangeur ,  et  vers Roma

Passage de la  à la  (Grande Raccordo Anulare di Roma)

#### de Rome au port de Pescara
Passage de la  à la  (Grande Raccordo Anulare di Roma)
- 30 Fiumicino : échangeur avec la  et la
- 29 Parco de' Medici
- 28 Via Ostiense
- 27 Via Cristoforo Colombo
- 26 Via Pontina
- 25 Via Laurentina
- 24 Via Ardeatina
- 23 Via Appia
- 22 Via Ananigna : correspond à l'ancienne "Voie Latine"
- 21 Via Tuscolana
- 20 La Romanina
- 19 Échangeur
- 18 Via Casilina
- 17 Tor Bella Monaca
- 16 Via Prenestina
- 15 La Rustica
- 14 Échangeur  vers L'Aquila

Passage de la  à la 
- Settecamini
- Roma-Ponte di Nona
- Lunghezza
- Péage de Rome-Est
- Échangeur E 45 vers Milano et Napoli
- Aire de service Colle Tasso (dans les deux sens)
- Tivoli
- Castel Madama
- Vicovaro
- Aire de repos Roviano (dans les deux sens)
- Aire de service Civita (dans les deux sens)
- Carsoli
- Tagliacozzo
- Échangeur  vers Pescara

Passage de la  à la 
- Aire de service Monte Velino (dans les deux sens)
- Magliano de' Marsi
- Avezzano
- Aielli
- Pescina
- Cocullo
- Pratola Peligna
- Bussi sul Tirino
- Torre de' Passeri
- Alanno
- Manoppello
- Aire de service Brecciarola (dans les deux sens)
- Chieti Échangeur  vers Pescara

Passage de la  à la 
- Chieti-Via Tiburtina
- Villareia
- Santa Filomena
- Chieti-Piceno Aprutina
- Z.I. Salvaiezzi
- Échangeur  vers Bologne et Taranto
- Dragonara
- Sambuceto
- Pescara-Z.I.
- Échangeur SS 16c Port de Pescara

Fin de la partie italienne au port de Pescara. La E 80 continue de l'autre côté de l'Adriatique à Dubrovnik, en Croatie

### Serbie: de la frontière serbo-kosovare à la frontière serbo-bulgare
La route européenne E80 commence à Merdare, là où débute aussi la route magistrale serbe 35 (  ).
La route magistrale serbe 35 passe par les villes de Kuršumlija, Blace, Prokuplje et Merošina.
Passage de la route magistrale serbe 35 (  ) à l‘autoroute serbe A1 (  ). Elle partage cette route avec la route européenne  jusqu'à l'Échangeur autoroutier de Trupale.
- 49 Niš-Sud : Niš-Sud
- 48 Échangeur de Trupale

Passage de l’autoroute serbe A1 (  ) à l’autoroute serbe A4 (  )
- 48 Échangeur de Trupale
- 1 Niš-Centre : Niš-Centre, Aéroport Constantin-le-Grand
- 2 Niš-Est : Niš-Est
- 3 Malča : Malča, Zaječar, Knjaževac, Svrljig
- 4 Bela Palanka : Bela Palanka 223
- 5 Pirot-Ouest : Pirot-Ouest
- 6 Pirot-Est : Pirot-Est
- 7 Dimitrovgrad : Dimitrovgrad-Ouest
- 8  Gradinje : Gradinje, Dimitrovgrad-Est

### Bulgarie

#### De Kalotina(Bulgarie)à Karhalil (Turquie)
L'E80 traverse la Bulgarie d'Ouest en Est. Elle passe via la capitale Sofia.

### Turquie

#### De Karahalil (frontière bulgaro-turque) à Gurbulak (frontière turco-iranaise)(Turquie)
La route européenne E80 se confond avec la route asiatique 1 d'Istanbul  jusqu'à Gurbulak, à la frontière avec l'Iran. Elle permet donc de relier Lisbonne à Tokyo (via la route asiatique AH1).